# Dominique Randle
Dominique Randle, née le 10 décembre 1994 à Seattle aux États-Unis, est une footballeuse internationale philippine. Elle joue au poste de défenseure centrale.

## Biographie
Randle naît le 10 décembre 1994 à Seattle, dans l'État de Washington, aux États-Unis, d'une mère philippine, Catherine "Cathy" (née Abrena), et d'un père afro-américain, Ivory Randle III. Elle a trois frères et sœurs : Ivory IV, Brittanee et Kaelani. Originaire de Sammamish, dans l'État de Washington, elle étudie à la Skyline High School de la ville et joue dans l'équipe féminine de football de son école. Elle joue également pour le programme de développement olympique américain et pour le club local, l'Eastside FC.
En 2012, Randle commence à fréquenter l'Université de Californie du Sud et à faire partie de l'équipe de football des USC Trojans. Cependant, elle ne joue pas lors de sa première année à l'USC Trojans. Elle ne jouera pas non plus en 2013 et 2016 en raison d'une blessure.

### En club
En mars 2022, alors que Randle n'a pas encore rejoint de club professionnel, elle est invitée à faire un essai pour Angel City, en National Women's Soccer League, avant le début de la saison 2022.
En février 2023, elle rejoint le Þór/KA en Islande.

### En sélection
Randle est éligible pour jouer pour les Philippines. Elle fait partie de l'équipe des Philippines qui participe à la Coupe d'Asie 2022 en Inde. Elle fait ses débuts avec les Philippines lors de leur victoire 1-0 contre la Thaïlande à la Coupe d'Asie féminine 2022,. La joueuse est incluse dans l'équipe qui dispute le match historique des quarts de finale contre Taipei chinois, qui se solde par une séance de tirs au but après un match nul 1-1. L‘équipe termine sa campagne par une défaite 0-2 contre la Corée du Sud en demi-finale. En conséquence, les Philippines sont qualifiées pour la première fois de leur histoire pour une Coupe du monde.

## Statistiques
| #  | Date         | Lieu                                       | Adversaire | Score | Résultat | Compétition  |
| -- | ------------ | ------------------------------------------ | ---------- | ----- | -------- | ------------ |
| 1. | 7 avril 2022 | Wanderers Football Park, Sydney, Australie | Fidji      | 3–0   | 7–2      | Match amical |

## Palmarès
Équipe des Philippines
- Jeux d'Asie du Sud-Est (1) :
  - Troisième : 2021.
- Championnat d'Asie du Sud-Est (1) :
  - Vainqueure : 2022.